# 道の駅長島
道の駅長島（みちのえき ながしま）は、鹿児島県出水郡長島町指江にある国道389号の道の駅である。

## 施設
- 駐車場
  - 普通車：24台
  - 大型車：2台
  - 身障者用：1台
- トイレ
  - 男：5器
  - 女：3器
  - 身障者用：1器
- 公衆電話
- 公衆FAX
- レストラン（9:00 - 15:00）
- 喫茶店（9:00 - 15:00）
- 物産館「ポテトハウス望陽」
- 展望台

## 休館日
- 1月1日（レストランのみ毎週火曜日）

## アクセス
- 国道389号 - 登録路線
  - 鹿児島県道379号長島宮之浦港線

## 周辺
- 長島町役場指江庁舎
- 長島海中公園